# Arendal Fotball
El Arendal Fotball es un equipo de fútbol de Noruega que juega en la Fair Play ligaen, tercera división de fútbol en el país.

## Historia
Fue fundado el 27 de septiembre de 2010 en la ciudad de Arendal y en el año 2011 inició en la cuarta categoría. En su segunda temporada en la categoría logran el ascenso a la Fair Play ligaen.
En la temporada 2016 ganan el grupo 4 de la liga y logran ascender a la Adeccoligaen por primera vez en su historia.

## Palmarés
- Fair Play ligaen: 1

2016
- Tercera División de Noruega: 1

2012